# هرب سايلر
هرب سايلر (بالإنجليزية: Herb Siler)‏ (ولد بتاريخ 5 يناير 1935 في برونديدج - توفي بتاريخ 25 مارس 2001 في ميامي) هو ملاكم وزن ثقيل. فاز في 15 مباراة (7 منها بضربة قاضية) وخسر في 12. بدأ بممارسة الملاكمة في عام 1960 واعتزل في 1967.

## روابط خارجية
- هرب سايلر على موقع بوكس ريك (الإنجليزية) (registration required)